# Juridi
Juridi är en ö i Marshallöarna.   Den ligger i kommunen Ebon, i den sydvästra delen av Marshallöarna, 400 km sydväst om huvudstaden Majuro. Arean är 0,44 kvadratkilometer.
Terrängen på Juridi är platt. Öns högsta punkt är 18 meter över havet. Den sträcker sig 1,3 kilometer i nord-sydlig riktning, och 0,6 kilometer i öst-västlig riktning.